# 安加莫斯战役

安加莫斯戰役期間的海戰

安加莫斯战役（西班牙語：Combate de Angamos）是硝石战争中的一場海上戰役，戰役於1879年10月8日爆發，作戰雙方分別為智利海军和秘鲁海军。最終智利海军獲勝。智利海军在太平洋沿岸掌握制海權後，智利陸軍橫穿阿塔卡马沙漠進攻秘魯，最终智利軍隊於1881年1月攻佔秘魯首都利马。